# In de duivel moet je wel geloven
In de duivel moet je wel geloven is een hoorspel naar het verhaal Le monstre vert (1849) van Gérard de Nerval. Het werd bewerkt door Hubert Dumas en vertaald door Paul Vroom. De KRO zond het uit op dinsdag 25 juli 1967. De regisseur was Léon Povel. Het hoorspel duurde 33 minuten.

## Rolbezetting
- Hans Karsenbarg (eerste boogschutter)
- Tonny Foletta (tweede boogschutter)
- Rob Geraerds (de kapitein)
- Sacco van der Made (de sergeant)
- Johan Walhain (Beëlzebub)
- Joke van den Berg (Margot)

## Inhoud
Een vreemd en koddig verhaal over een verlaten spookkasteel dat de buren schrik aanjaagt: elke avond klinkt er groot lawaai uit de kelders. Een moedige sergeant van het Parijse provoostschap daalt af in de catacomben en vindt er flessen wijn met groene en rode etiketten. Hij neemt een fles met een groen etiket mee en drinkt die samen met zijn vrouw leeg. Negen maanden later bevalt ze van een groen monstertje met rode horentjes op z’n voorhoofd…